# Алгоритмічна упередженість
Алгоритмічна упередженість — систематичне або структурне викривлення результатів роботи автоматизованих інформаційних систем і моделей машинного навчання через недосконалість алгоритмів, однобокість чи обмеженість тренувальних даних та через упередження розробників і користувачів.

## Визначення
Алгоритмічна упередженість полягає в упередженому або несправедливому відборі, класифікації чи прогнозуванні об'єктів за допомогою алгоритмів. Вона проявляється через помилкове виключення певних груп осіб, систематичне завищення або заниження ризиків, а також нерівномірний розподіл ресурсів і послуг.

## Причини виникнення
Алгоритмічна упередженість може виникнути внаслідок недостатнього або однобокого представництва даних у тренувальних множинах, упереджень самих розробників, які закладають стереотипи в дизайн системи, використання застарілих чи непридатних моделей, а також побічних ефектів оптимізаційних цілей (наприклад, максимізації прибутку).

## Приклади прояву
Серед найпоширеніших прикладів алгоритмічної упередженості — системи підбору персоналу, які застарілі історичні дані змушують відкидати резюме жінок або представників національних меншин, технології розпізнавання облич, що гірше ідентифікують осіб із темнішою шкірою, та кредитні скорингові моделі, які завищують ризик неповернення коштів певних демографічних груп.

## Наслідки
Алгоритмічна упередженість призводить до порушення прав людини й дискримінації в працевлаштуванні, страхуванні та кредитуванні, знижує довіру до систем ШІ й уповільнює їхнє впровадження в критичних галузях, а також посилює соціальну нерівність.

## Методи протидії
Серед основних підходів до подолання алгоритмічної упередженості — аудит алгоритмів і тестування на різних підгрупах даних, збирання та очищення тренувальних множин для збалансованості, використання прозорих або відкритих моделей із можливістю пояснення прийнятих рішень, а також розробка етичних і правових стандартів щодо застосування ШІ.